# 250370 Obertocitterio
250370 Obertocitterio este o planetă minoră (asteroid) din centura de asteroizi. A fost descoperită pe 12 octombrie 2003 la Mauna Kea Observatories⁠(d) de . 
Obiectul prezintă o orbită caracterizată de o semiaxă mare de 2,3082131260642 UAi, o excentricitate de 0,26878424211431, o înclinație de 23,066393430898 ° în raport cu ecliptica.